# Good Morning and... Goodbye!
Good Morning and... Goodbye! és una pel·lícula d'explotació nord-americana de 1967 dirigida per Russ Meyer. Compta amb Alaina Capri, Karen Ciral, així com Jack Moran, l'habitual de Meyer, que va coescriure el guió.

## Trama
En una ciutat rural, el granger Burt està casat amb l'Àngel, molt més jove, però no la pot satisfer sexualment. Àngel té una aventura amb un treballador de la construcció, Stone. Lana és la filla de 17 anys de Burt amb una altra dona. Ella intenta seduir en Ray, però ell està més interessat en Angel, així que Lana acaba amb Stone. Burt coneix una bruixa al bosc que rejoveneix el seu impuls sexual, el que el porta a retrobar-se amb Angel. Lana acaba amb Ray. Stone és colpejat pel marit d'una de les seves conquestes anteriors.

## Repartiment
- Alaina Capri com a Àngel
- Stuart Lancaster com a Burt
- Pat Wright com a Stone
- Haji com a The Catalyst
- Karen Ciral com a Lana
- Don Johnson com a Ray
- Tom Howland com Herb
- Megan Timothy com a Lottie
- Toby Adler com a Betty
- Sylvia Tedemar com a ballarina gogó
- Cara Peters com a corredora nua d'obertura

## Producció
El repartiment incloïa l'actriu habitual de Meyer, Haji, que va recordar:
| « | Vaig fer el meu propi vestit. Em vaig aixecar hores abans d'hora per muntar aquelles disfresses. Només sortiria amb una bossa gran i recolliria pètals de rosa! Vaig arribar tard un matí per esmorzar, i en Russ, s'asseia al capdavant de la taula, em va dir: "On eres?!" Vaig sacsejar la bossa i vaig dir: "Estava al bosc tallant la meva disfressa!" Enganxava pètals de rosa als cabells, als pits i entre les cames, i aquest seria el meu vestit. Em vaig enganxar insectes morts a les galtes i em vaig posar pals verds i molsa als cabells. | » |

## Recepció
El New York Times va revisar una pel·lícula de Meyer per primera vegada. Va dir que Meyer "fa els seus punts fins al punt de la redundància."
Roger Ebert va escriure més tard que la pel·lícula, juntament amb Common Law Cabin, que "no es trobava entre els millors treballs posteriors de Meyer. Les trames són massa difuses per mantenir la tensió dramàtica, l'actuació és indiferent., i hi ha una quantitat inusual de diàlegs sense rumb. En retrospectiva, però, aquestes pel·lícules es poden veure com la desvinculació gradual de Meyer de la trama."
La pel·lícula va ser prohibida a Chicago, però aquesta prohibició va ser anul·lada.